# Pedicularis albertii
Pedicularis albertii är en snyltrotsväxtart som beskrevs av Eduard August von Regel. Pedicularis albertii ingår i släktet spiror, och familjen snyltrotsväxter. Inga underarter finns listade i Catalogue of Life.